# チャールズ・コーンウォリス (第4代コーンウォリス男爵)

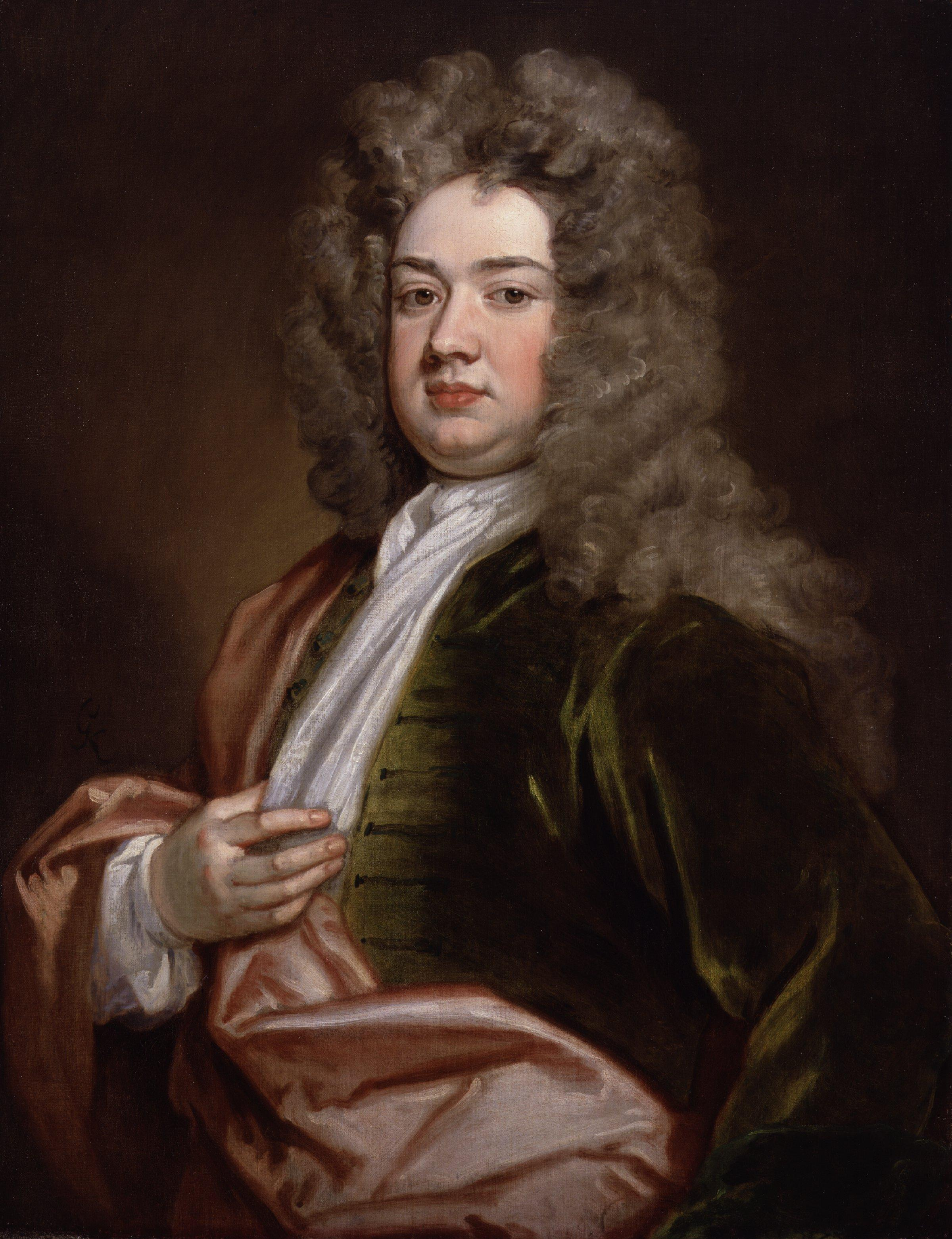
ゴドフリー・ネラーによる肖像画、1705年から1715年の間の作品。

第4代コーンウォリス男爵チャールズ・コーンウォリス（英語: Charles Cornwallis, 4th Baron Cornwallis PC、1675年頃 – 1722年1月20日）は、イギリスの政治家。ホイッグ党所属。

## 生涯
第3代コーンウォリス男爵チャールズ・コーンウォリスとエリザベス・フォックス（スティーブン・フォックスの長女）の息子として生まれた。母方の祖父フォックスによって育てられた。
1690年頃から1694年までイートン・カレッジで教育を受けたほか、1717年にケンブリッジ大学からLL.D.の学位を得た。1695年から1698年までアイ選挙区の庶民院議員を務めた後、1698年4月29日にコーンウォリス男爵を継承して貴族院に移った。同年に父と同じくサフォーク統監およびサフォーク首席治安判事に任命されたものの、貴族院では常にホイッグ党の一員として投票したため、1703年に解任された。ジョージ1世の即位に伴いホイッグ党が復権すると、1715年から1721年4月までジェームズ・クラッグスと共同で郵政長官を務め、1721年4月から1722年1月まで陸軍支払長官を務めた。
1721年11月11日に枢密顧問官に任命されたが、2か月後の1722年1月20日に病死、長男チャールズが爵位を継承した。

## 家族
1699年6月6日、初代アラン伯爵リチャード・バトラーの一人娘シャーロット（1725年没）と結婚、9男3女をもうけた。
- チャールズ（1700年 – 1762年） - 第4代コーンウォリス男爵。後にコーンウォリス伯爵に叙爵
- ジェームズ（1701年 – 1727年） - 海軍軍人、庶民院議員。生涯未婚[3]
- スティーブン（英語版）（1703年 – 1743年） - 軍人
- ジョン（1706年 – 1768年） - 庶民院議員。サラ・デイル（Sarah Dale、ヒュー・デイルの娘）と結婚[4]
- リチャード（1708年 – 1741年） - 生涯未婚
- エドワード（英語版）（1713年 – 1776年） - 軍人。フレデリックとは双子
- フレデリック（英語版）（1713年 – 1783年） - 聖職者
- ウィリアム - 生涯未婚
- ヘンリー - 生涯未婚
- シャーロット - 生涯未婚
- エリザベス - 生涯未婚
- メアリー - 生涯未婚